# Mazinghien

Mazinghien este o comună în departamentul Nord, Franța. În 1 ianuarie 2022 avea o populație de 279 de locuitori.